# Jakub Jesionowski
Jakub Jesionowski (ur. 6 lipca 1989) – polski piłkarz, piłkarz plażowy, reprezentant w piłce nożnej plażowej. Zawodnik KP Łódź. Uczestnik Euro Winners Cup w edycjach 2015, 2017, 2018, 2019 oraz Mistrzostw Świata w piłce nożnej plażowej 2017.

## Osiągnięcia
- Mistrzostwa Polski
  - 1. miejsce - 2014, 2017
  - 2. miejsce - 2011, 2012 2016
  - 3. miejsce - 2018
- Puchar Polski
  - zdobywca - 2009, 2011, 2014, 2015, 2016, 2017, 2018, 2019
- Superpuchar Polski
  - zdobywca - 2014, 2017
  - finalista - 2015, 2019
- Euro Winners Cup
  - 2. miejsce - 2019
  - 3. miejsce - 2018